# Stenodynerus tergitus
Stenodynerus tergitus är en stekelart som beskrevs av Kim 1999. Stenodynerus tergitus ingår i släktet smalgetingar, och familjen Eumenidae. Inga underarter finns listade i Catalogue of Life.